# Jan V van Vendôme
Jan V van Vendôme (overleden in 1315) was van 1271 tot aan zijn dood graaf van Vendôme en van 1300 tot 1315 heer iure uxoris van Castres. Hij behoorde tot het huis Montoire.

## Levensloop
Jan V was de oudste zoon van graaf Burchard V van Vendôme en diens echtgenote Maria, dochter van heer Rudolf II van Roye. Na het overlijden van zijn vader in 1271 erfde hij het graafschap Vendôme.
Jan huwde met Eleonora van Montfort (overleden in 1338), dochter van Filips II van Montfort, heer van Castres. Door dit huwelijk kwamen Jan V en zijn nakomelingen vanaf 1300 in het bezit van deze heerlijkheid.
Hij vocht aan de zijde van Karel II van Anjou tijdens de oorlogen in Italië. Ook nam hij deel aan de Aragonese Kruistocht, om de aanspraken van Karel van Valois op de kroon van Aragón te ondersteunen.
Jan V resideerde zelf weinig in Vendôme en verbleef liever in Castres. Ook verdeelde hij het graafschap Vendôme in twee stukken.

## Nakomelingen
Jan en zijn echtgenote Eleonora kregen volgende kinderen:
- Burchard VI (overleden in 1353), graaf van Vendôme
- Jan, heer van Feuillet
- Peter, heer van Floire-au-Maine
- Eleonora, huwde met heer Hendrik IV van Sully,